# Eskil Olán
Alf Eskil Tage Olán, född 25 mars 1882 i Marstrand, död där 23 juni 1942, var en svensk författare och historiker.

## Biografi
Eskil Olán var enda barnet till kamrer Karl Alfred Olán (1847–1887) och Annie Johanna Birgitta Nordström (1856–1934).
Olán var en litterärt begåvad marstrandssläkt, och redan som skolpojke gav Olán ut tidningen "Klöverbladet". Då han var 12 år följdes den av tidningen "Landsvägsriddaren". Utan att avlägga någon examen, lyckades Olán bli mycket beläst. 
Efter några år studier vid läroverk i Marstrand och några år vid Chalmers tekniska läroanstalt var han ett år redaktör vid Göteborgs Handels- och Sjöfartstidnings stockholmsredaktion. En tilltagande hörselskada tvingade honom att avsluta anställningen och återvända till Marstrand, där han sedan bodde fram till sin död.
Fädernestaden Marstrand och landskapet i sin helhet i "Bohusläns Krönika" och "Marstrands Historia", skildrade han med förkärlek. På äldre dar blev han sjuklig och dog ogift vid endast fyllda sextio år.